# Atomé-Avégamé
Atomé-Avégamé är en ort i Benin. Den ligger i den södra delen av landet, 130 kilometer nordväst om huvudstaden Porto-Novo. Atomé-Avégamé ligger 174 meter över havet och antalet invånare är 13 582.
Terrängen runt Atomé-Avégamé är platt. Närmaste större samhälle är Togba, 14,4 kilometer söder om Atomé-Avégamé. 
Omgivningarna runt Atomé-Avégamé är en mosaik av jordbruksmark och naturlig växtlighet. Runt Atomé-Avégamé är det ganska tätbefolkat, med 100 invånare per kvadratkilometer.